# Presja inflacyjna
Presja inflacyjna – stan gospodarki, w którym bardziej prawdopodobny jest wzrost inflacji niż jej obniżenie. Może on wynikać z wysokiej dynamiki kosztów czynników produkcji (w tym wzrostu płac lub półproduktów, presja kosztowa) lub ze zbyt dużego w stosunku do możliwości gospodarki wykorzystania czynników produkcji przejawiającego się w dodatniej luce popytowej lub w ujemnej luce na bezrobociu w warunkach ożywienia gospodarczego (presja popytowa).
Mechanizm powstawania presji popytowej jest następujący. Wzrost optymizmu konsumentów związany z ożywieniem gospodarczym i oczekiwanym wzrostem dochodów gospodarstw domowych powoduje zwiększenie popytu konsumpcyjnego, umożliwiając podwyższenie cen produktów finalnych przez przedsiębiorstwa bez obaw o zmniejszenie popytu na te produkty.
Jednak samo wystąpienie dodatniej luki popytowej lub ujemnej luki na bezrobociu nie musi oznaczać automatycznego wzrostu presji popytowej. Zależy to bowiem od oczekiwanego wzrostu dochodów gospodarstw domowych, a więc również od stopnia uzwiązkowienia gospodarki lub indeksacji płac, a także od stopnia zakotwiczenia oczekiwań inflacyjnych.